# تربون (اورگن)
تربون (به انگلیسی: Terrebonne) یک منطقهٔ مسکونی در ایالات متحده آمریکا است که در Deschutes County واقع شده‌است. تربون ۲٫۶ کیلومتر مربع مساحت و ۱٬۲۵۷ نفر جمعیت دارد و ۸۷۵ متر بالاتر از سطح دریا واقع شده‌است.